# شانون ایزار
شانون ایزار (انگلیسی: Shannon Izar؛ زادهٔ ۸ مهٔ ۱۹۹۳) بازیکن راگبی ۷ نفره زن اهل فرانسه است.
وی در مسابقات کشوری و بین‌المللی در مجموع برندهٔ ۱ مدال نقره شده‌است.